# Alo Jakin
Alo Jakin (Tartu, 14 novembre 1986) è un ciclista su strada estone che corre per il team Peloton.

## Carriera
Dopo un anno da professionista nel 2007 con il Kalev Chocolate Team, è tornato tra i pro nel 2014 con la BigMat-Auber 93. Nello stesso anno ha vinto il Campionato estone in linea.

## Palmarès
- 2012 (VC Rouen 76, una vittoria)

3ª tappa Saaremaa Velotour (Viljandi > Rapla)
- 2013 (VC Rouen 76, cinque vittorie)

4ª tappa Circuit des plages vendéennes (Beaulieu-sous-la-Roche)
Prix de Beauchamps
Boucles de l'Austreberthe
3ª tappa Ronde de l'Oise (Le Plessis-Belleville > Pont-Sainte-Maxence)
3ª tappa Trois jours de Cherbourg (Octeville)
- 2014 (BigMat-Auber 93, due vittorie)

Campionati estoni, Prova in linea
A travers le Pays Montmorillonnais
- 2015 (Auber 93, una vittoria)

Boucles de l'Aulne
- 2016 (HP BTP - Auber93, una vittoria)

Circuit des Ardennes International (Charleville-Mézières > Charleville-Mézières)
- 2019 (St Michel-Auber 93, una vittoria)

Campionati estoni, Prova in linea
- 2020 (St Michel-Auber 93, una vittoria)

1ª tappa Baltic Chain Tour (Tallinn > Jõgeva)

## Piazzamenti

### Competizioni mondiali
- Campionato del mondo

Stoccarda 2007 - Prova in linea Under-23: ritirato
Toscana 2013 - Prova in linea Elite: ritirato
Ponferrada 2014 - In linea Elite: ritirato
Doha 2016 - In linea Elite: ritirato
Bergen 2017 - In linea Elite: ritirato
Yorkshire 2019 - In linea Elite: ritirato

### Competizioni europee
- Campionati europei

Valkenburg 2006 - In linea Under-23: ritirato
Sofia 2007 - In linea Under-23: ritirato
Plumelec 2016 - In linea Elite: 100º
Herning 2017 - In linea Elite: 113º
Glasgow 2018 - In linea Elite: ritirato
- Giochi europei

 Minsk 2019 - In linea: 2°